# Baustraße 13 (Anklam)

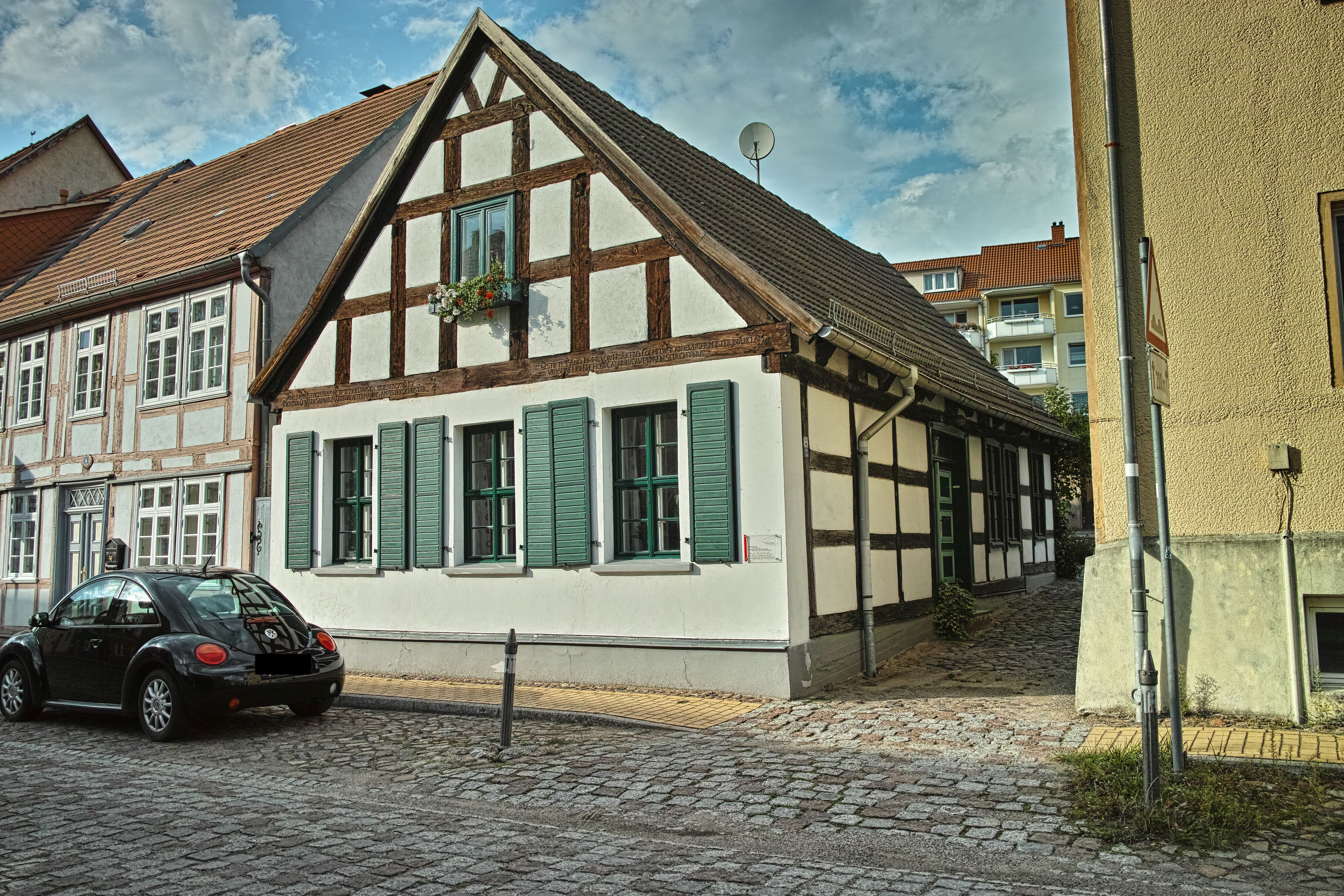

Das ehemalige Schusterstift Baustraße 13 in Anklam (Mecklenburg-Vorpommern), Baustraße, wurde 1448 (Inschrift) gebaut und 1704 wieder aufgebaut. Es ist heute ein Wohnhaus.
Das Gebäude steht unter Denkmalschutz.

## Geschichte

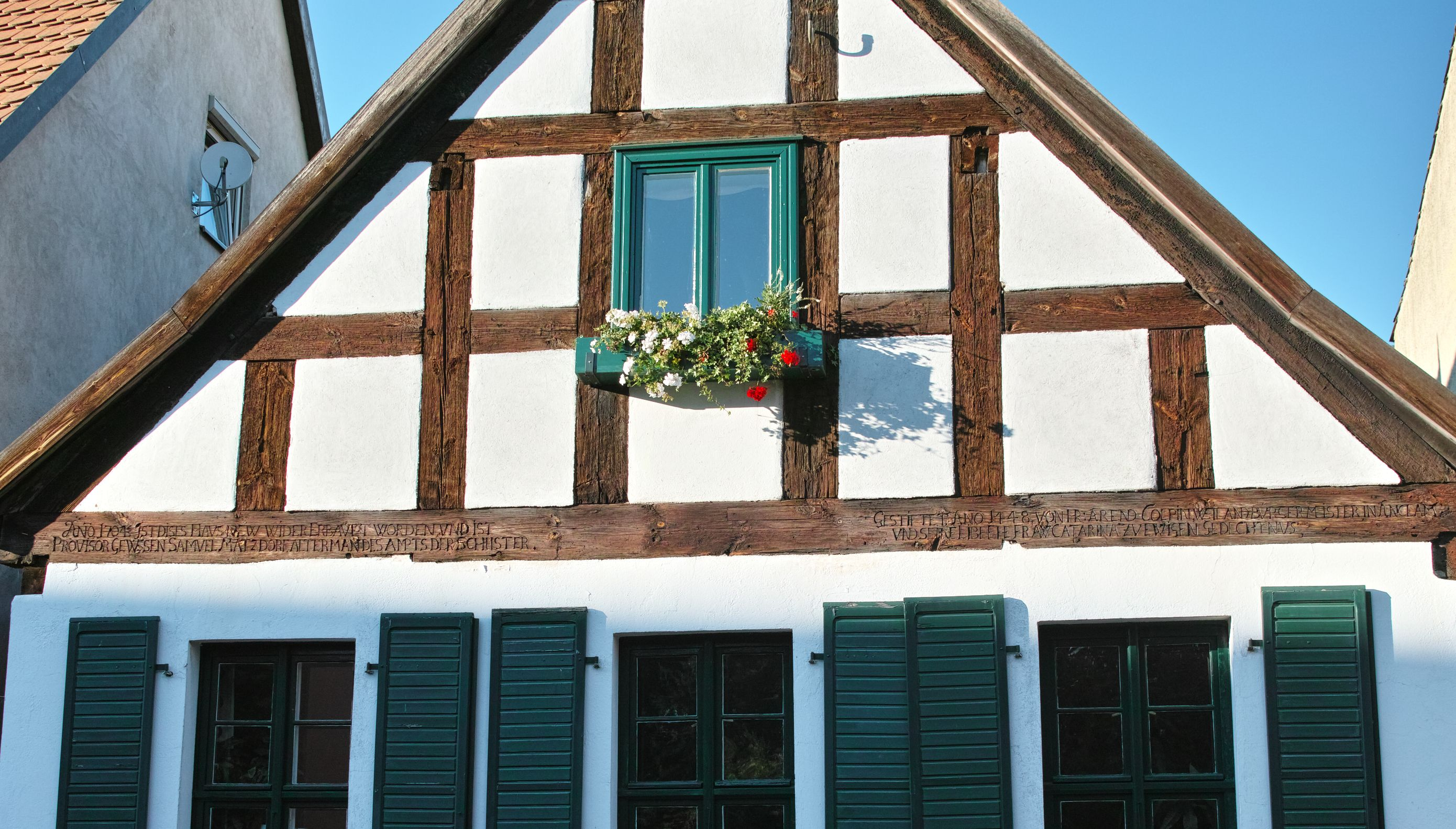
Inschrift

Die Hanse- und Lilienthalstadt Anklam mit 12.331 Einwohnern (2019) wurde erstmals 1243 als oppidum (Siedlung) und 1264 als civitas (Stadt) erwähnt.
Das eingeschossige Giebelhaus, ein Fachwerkhaus mit verputzten Ausfachungen, wurde 1448 am Kirchengelände (Friedhof) der Kapelle Zum Heiligen Leichnam (1412 erwähnt) vom Bürgermeister A[h]rend L. Colpin als Schusterstift für 12 arme Bürger (Armenhaus der Schuster bzw. Stift Zum Heiligen Leichnam) gestiftet (Inschrift). Hier wohnten bis zu 14 Leute. Nach einem Stadtbrand von 1696 erfolgte der Wiederaufbau. Eine Inschrift lautet: „Juno 1704 ist das Haus wieder neu erbaut worden, und ist Provisor gewesen Samuel Matzdorf, Alterman des Ampts der Schuster.“ Das Haus wurde später ein Wohnhaus und nach 1991 im Rahmen der Städtebauförderung saniert.